# 은예준
은예준(2008년 11월 27일~)은 대한민국의 배우이다.

## 학력
- 2015년 ~ 2021년 희성초등학교
- 2021년 ~ 2023년 안양부흥중학교
- 2024 ~ 부흥고등학교

## 출연

### 방송

#### 드라마
- 2017년 네이버TV 《마이 리틀 키보드》 (웹 드라마) - 어린 일진 넘버 2 역
- 2017년 MBC 《역적 : 백성을 훔친 도적》
- 2017년 TvN 《슬기로운 감빵생활》 - 팽수빈 짝궁 역
- 2019년 KBS 2TV 《동백꽃 필 무렵》
- 2020년 넷플릭스 《나 홀로 그대》 (웹 드라마)
- 2020년 TvN 《화양연화 - 삶이 꽃이 되는 순간》 - 고현우 역
- 2020년 MBC 《찬란한 내 인생》 - 아이 역
- 2020년 OCN 《경이로운 소문》 - 우식 역
- 2021년 KBS 2TV 《신사와 아가씨》 - 어린 박대범 역 (안우연 아역)
- 2022년 티빙 《돼지의 왕》 - 박재우 역
- 2023년 대교 써밋 《4교시에 갇혔다》 (웹 드라마) - 이상우 역
- 2024년 SBS 《열혈사제2》 - 이완규 역

#### 재연극
- 2016년 KBS 2TV 《추적 60분》 - 당사자 역 (2016.07.27)

### 광고
- 2019년 천재교육 밀크티

## 가족 관계
- 어머니 : 김신영 (1973년 ~ )아버지 1972년